# Độc diễn

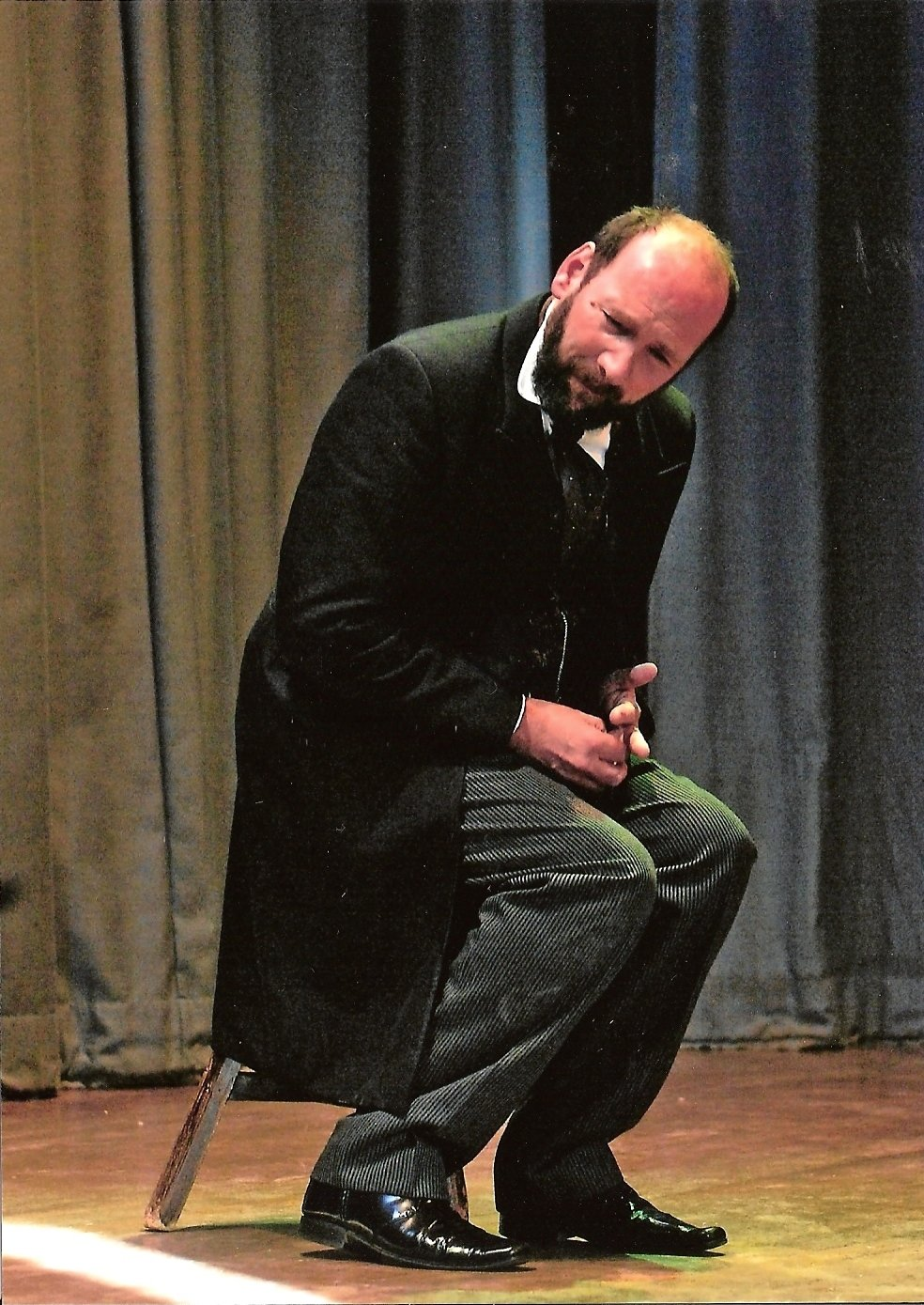
Nam diễn viên kịch người Anh Gerald Dickens với màn độc diễn tác phẩm Hồn ma đêm Giáng sinh

Độc diễn là hình thức một người đơn lẻ ngồi hay đứng kể chuyện cho khán giả, thường với mục đích giải trí. Hình thức trình diễn này xuất hiện dưới nhiều dạng khác nhau như: tác phẩm tự truyện, tiểu phẩm hài, chuyển thể tiểu thuyết, tạp kịch (vaudeville), thơ phú, âm nhạc và biểu diễn vũ đạo.